# Houthakkersfeest

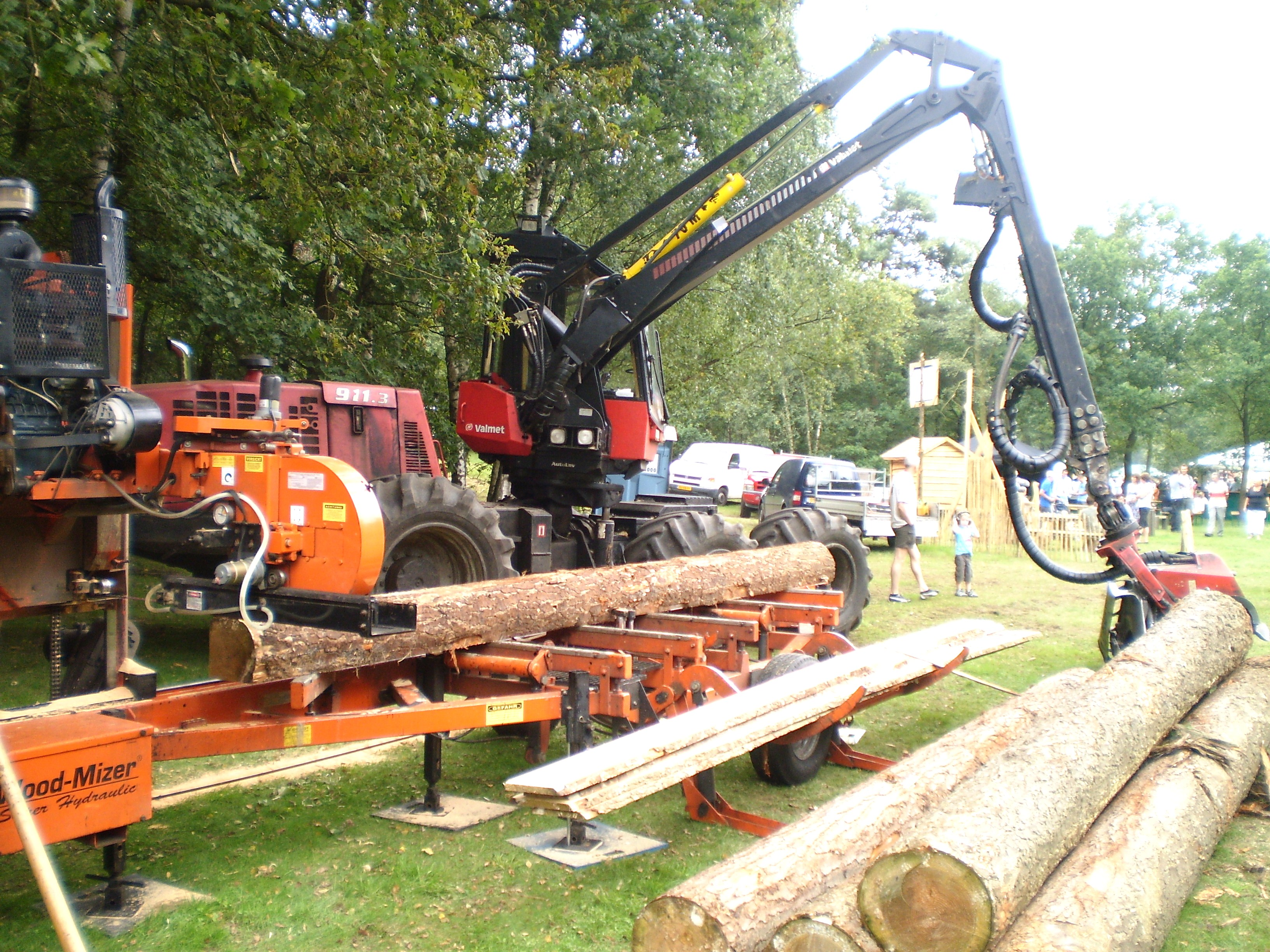
Mechanisatie

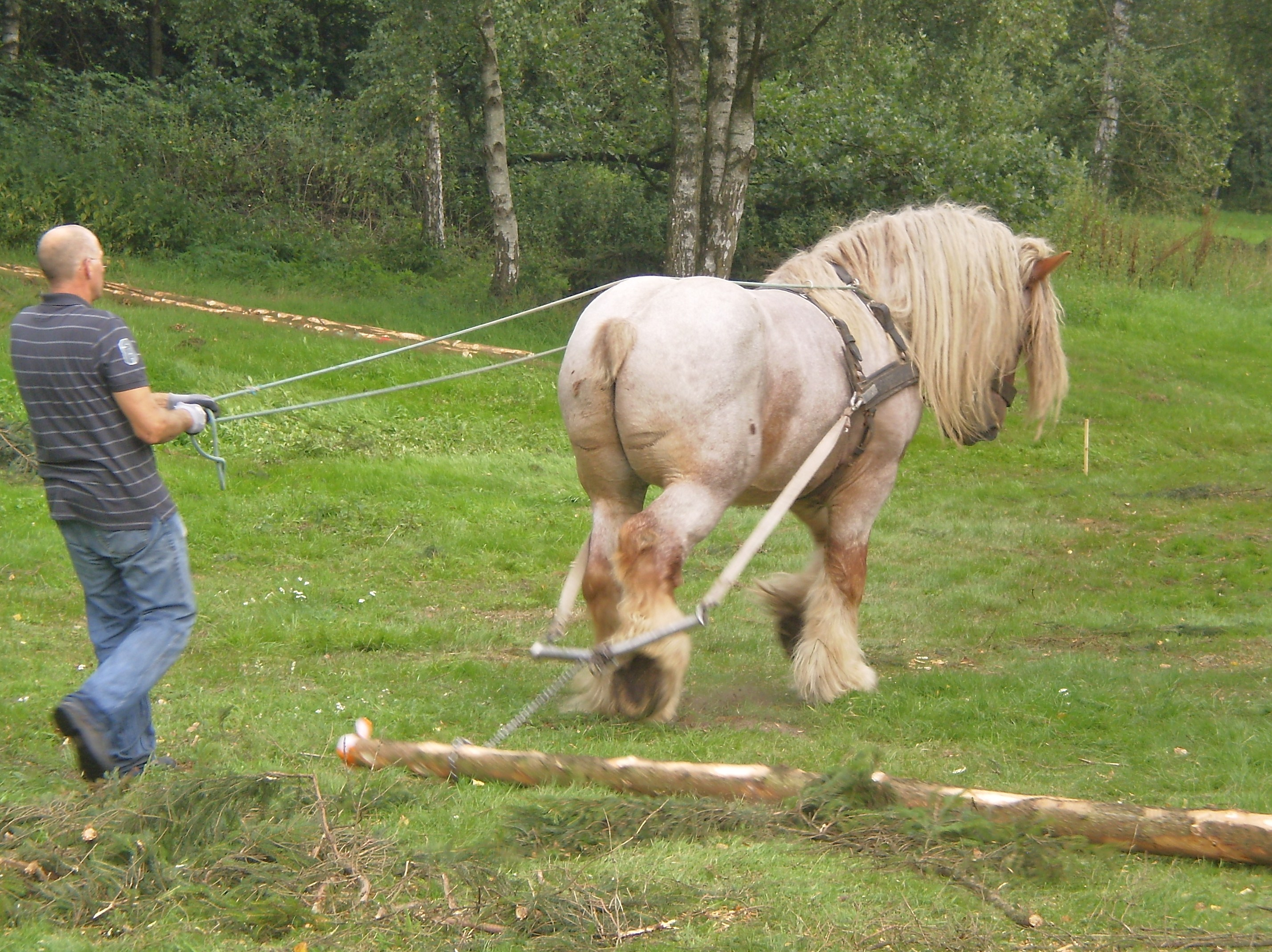
Bospaard

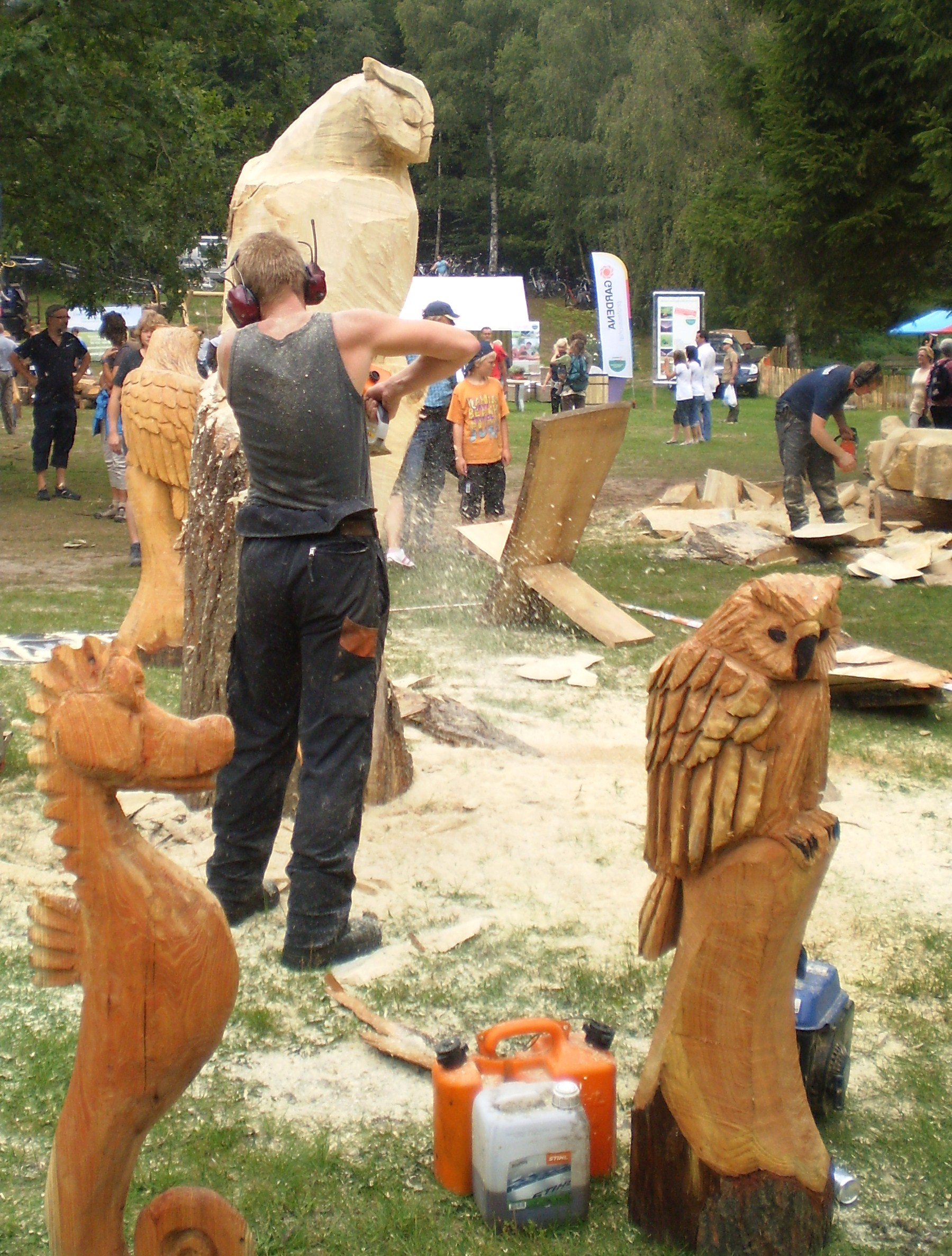
Sculptuurzagen

Het Houthakkersfeest is een evenement in Lage Vuursche in de Utrechtse gemeente Baarn waarbij het bos centraal staat. Het tweedaagse feest wordt in de tweede helft van de maand augustus gehouden.

## Aanleiding
Het dorp Lage Vuursche ligt te midden van de bossen en is toeristisch ingesteld. Het aantal recreanten werd steeds groter, maar het begrip van de recreanten voor bosbeheer kleiner. Om de verhouding met het dorp en de omgeving te verbeteren werd in 1984 besloten het Vuursche Oranje Festival op te zetten. Het feest diende een bindend element met regionale betekenis te zijn. Activiteiten als een horeca-puzzelcircuit en een jazzfeest hadden nog geen link met het bos.

## Aandacht voor bosbeheer
Zoals in Raalte in Salland het oogstfeest Stoppelhaene wordt gevierd, werd in Lage Vuursche de link naar het 'oogsten' van bosproducten gelegd: een bos levert hout en allerlei andere producten. Zo ontstond de opzet van het Houthakkersfeest. De bossen rond Lage Vuursche hebben beheer nodig om de kwaliteiten ervan op peil te houden. Uitleg daarover vormt onderdeel van het programma. Brandweer, Staatsbosbeheer, natuurverenigingen en houthandels verlenen hun medewerking. Er zijn kraampjes van onder andere natuurorganisaties. 

## Groei
In het tiende jaar werd het feest verplaatst van de Dorpsstraat naar dagcamping de Kuil van Drakesteyn. De prijzen van houtzaag- en hakwedstrijden werden door de jaren heen groter en de organisatie professioneler. Bij het 25e Houthakkersfeest in 2010 werden demonstraties gegeven met schapenkuddes, konden bezoekers vanuit een 'boom' de natuur ervaren en waren er activiteiten voor kinderen. Ook vinden er wedstrijden plaats met jackrusselterriërs. Jachthoornblazers van Jachthoornblaasgroep Eemland voorzien de officiële opening 's morgens van bijpassende muziek. Sinds 2014 duurt het feest twee dagen. 

## Nationale competities
Traditionele bosarbeid wordt gedemonstreerd. Na het met een bijl omhakken een boom moet deze zo snel mogelijk worden 'uitgesnoeid', om hem daarna per trekpaard uit de wedstrijdring weg te slepen. Bij de competitie, ook wel houthakkerswedstrijd genoemd, gaat het om het vakmanschap van de deelnemers. De wedstrijd is opgedeeld in onderdelen: een boom zo nauwkeurig mogelijk op een vooraf bepaalde plaats laten vallen, het vellen van de boom, afkorten op specifieke lengtes, schijven zagen en zo meer.
In de loop van de jaren zijn de wedstrijden een steeds belangrijker onderdeel geworden van het feest. Er wordt bijvoorbeeld gedurende twee dagen om het NK-sculptuurzagen gestreden, hierbij wordt met een motorkettingzaag een figuur uit een boomstam gezaagd. Onderdeel van deze wedstrijd is het 'snelzagen', hierbij moet in 30 minuten een zo mooi mogelijk beeld worden gezaagd uit een stuk boomstam van 100 x 50 centimeter. De winnaar is Nederlands kampioen en ontvangt een wisselbeker.

## Afgelasting
In 2013 werd het feest afgelast in verband met de begrafenis van prins Friso in Lage Vuursche.